# Mörk pivi
Mörk pivi (Contopus lugubris) är en fågel i familjen tyranner inom ordningen tättingar.

## Utbredning och systematik
Fågeln förekommer i bergsskogar i Costa Rica och allra västligaste Panama (Chiriquí). Den behandlas som monotypisk, det vill säga att den inte delas in i några underarter.

## Status
IUCN kategoriserar arten som livskraftig.